# Sigrid Ruby
Sigrid Ruby (* 1968) ist eine deutsche Kunsthistorikerin.

## Werdegang
Sigrid Ruby studierte von 1987 bis 1994 Kunstgeschichte, Amerikanistik und Volkswirtschaftslehre in Bonn, Frankfurt am Main und Cambridge. Ihr Studium schloss sie an der Rheinischen Friedrich-Wilhelms-Universität Bonn mit einer Arbeit zu Diane de Poitiers als Kunstförderin ab.
Sie promovierte 1998 an der Universität Bonn und wurde 2007 habilitiert.
Ab 1998 war Ruby wissenschaftliche Mitarbeiterin am Institut für Kunstgeschichte der Justus-Liebig-Universität Gießen. An der Ludwig-Maximilians-Universität München, der Philipps-Universität Marburg, dem Institut für Kunstgeschichte der Universität des Saarlandes und der Universität Wien hatte sie zeitlich befristete Vertretungsprofessuren inne. Zum Wintersemester 2014/15 folgte sie einem Ruf auf den Lehrstuhl für Kunstgeschichte an der Universität des Saarlandes. Zum Wintersemester 2016/17 folgt sie dem Ruf der Justus-Liebig-Universität Gießen, dort übernimmt sie unter anderem die Funktion der Institutsleitung für Kunstgeschichte.
Ruby ist Mitbegründerin des Verbundprojekts „Prometheus–Das verteilte digitale Bildarchiv für Forschung und Lehre“.
Ihr Forschungsinteresse gilt der französischen Hofkunst des 16. und 17. Jahrhunderts, der US-amerikanischen und westeuropäischen Kunst nach 1945 und den Themen Porträtkultur, Gender sowie Kunst und Ökologie.

## Schriften (Auswahl)
- Mit Macht verbunden. Bilder der Favoritin im Frankreich der Renaissance, Freiburg, 2010, ISBN 978-3-939348-18-4.
- Herausgeberschaft mit Sabine Mehlmann: "Für Dein Alter siehst Du gut aus!". Von der Un/Sichtbarkeit des alternden Körpers im Horizont des demographischen Wandels: multidisziplinäre Perspektiven, transcript: Bielefeld 2010, ISBN 978-3-8376-1321-6.
- (En)gendered Frühneuzeitlicher Kunstdiskurs und weibliche Porträtkultur nördlich der Alpen mit Simone Roggendorf 2004, ISBN 978-3-8944-5338-1.
- Have We An American Art? – Präsentation und Rezeption amerikanischer Malerei im Westdeutschland und Westeuropa der Nachkriegszeit, VDG Weimar 1999, ISBN 978-3-8973-9058-4.
- Herausgeberschaft mit Eva-Bettina Krems: Das Porträt als kulturelle Praxis (= Transformation des Visuellen, Band 4), Berlin, München 2016, Deutscher Kunstverlag, ISBN 978-3-4220-7333-3.